# Andrzej Drawicz
Andrzej Józef Drawicz (ur. 20 maja 1932 w Warszawie, zm. 15 maja 1997 tamże) – polski eseista, krytyk literacki, tłumacz literatury rosyjskiej.

## Życiorys
Urodził się w rodzinie Józefa Drążka-Drawicza (1890–1940), oficera, dyrektora Wydziału Organizacyjno-Prawnego Departamentu Organizacyjnego MSW, i Krystyny ze Ślązaków (1909–1953). We wrześniu 1939 razem z rodzicami wyjechał do Łucka. Po aresztowaniu ojca przez NKWD, z matką przedostał się do Warszawy. W czasie okupacji niemieckiej uczył się na tajnych kompletach prywatnej szkoły sióstr Goldman. Po upadku powstania warszawskiego przebywał w Częstochowie, gdzie do 1946 uczęszczał do Prywatnego Gimnazjum Braci Szkolnych. Po powrocie do Warszawy, do 1949 kontynuował naukę w Prywatnym Gimnazjum i Liceum Księży Marianów, a w roku szkolnym 1949/50 w Gimnazjum i Liceum im. Adama Mickiewicza. Ukończył polonistykę na Uniwersytecie Warszawskim i uzyskał w 1955 magisterium. W 1951 r. debiutował jako krytyk w tygodniku „Wieś”. W latach 1954–1964, był współtwórcą i działaczem Studenckiego Teatru Satyryków (STS). Publikował w licznych czasopismach, zwłaszcza na łamach czasopism: „Przyjaźń” (1961–1973), „Współczesność” (1962–1971), „Literatura Radziecka” (1963–1976), „Kultura” (1964–1972), „Przegląd Humanistyczny” (1965–1967), „Poezja” (1966–1975), „Nowe Książki” (1967–1976), „Dialog” (1967–1977), „Miesięcznik Literacki” (1968–1972), „Literatura” (1972–1974), „Literatura na Świecie” (1972–1975; tu też pod pseudonimem „Antoni Drążek”).
Z akt SB wynika, że od lat 50. był zarejestrowany jako TW „Kowalski”, „Zbigniew” (data rejestrowania: 10 września 1953, 30 grudnia 1971 i 23 lipca 1976 roku, nr arch. 7638/1, nr mikrofilmu – 7638/1.).
Po studiach do 1957 pracował jako asystent, a następnie starszy asystent, w Zakładzie Literatury Instytutu Polsko-Radzieckiego w Warszawie.

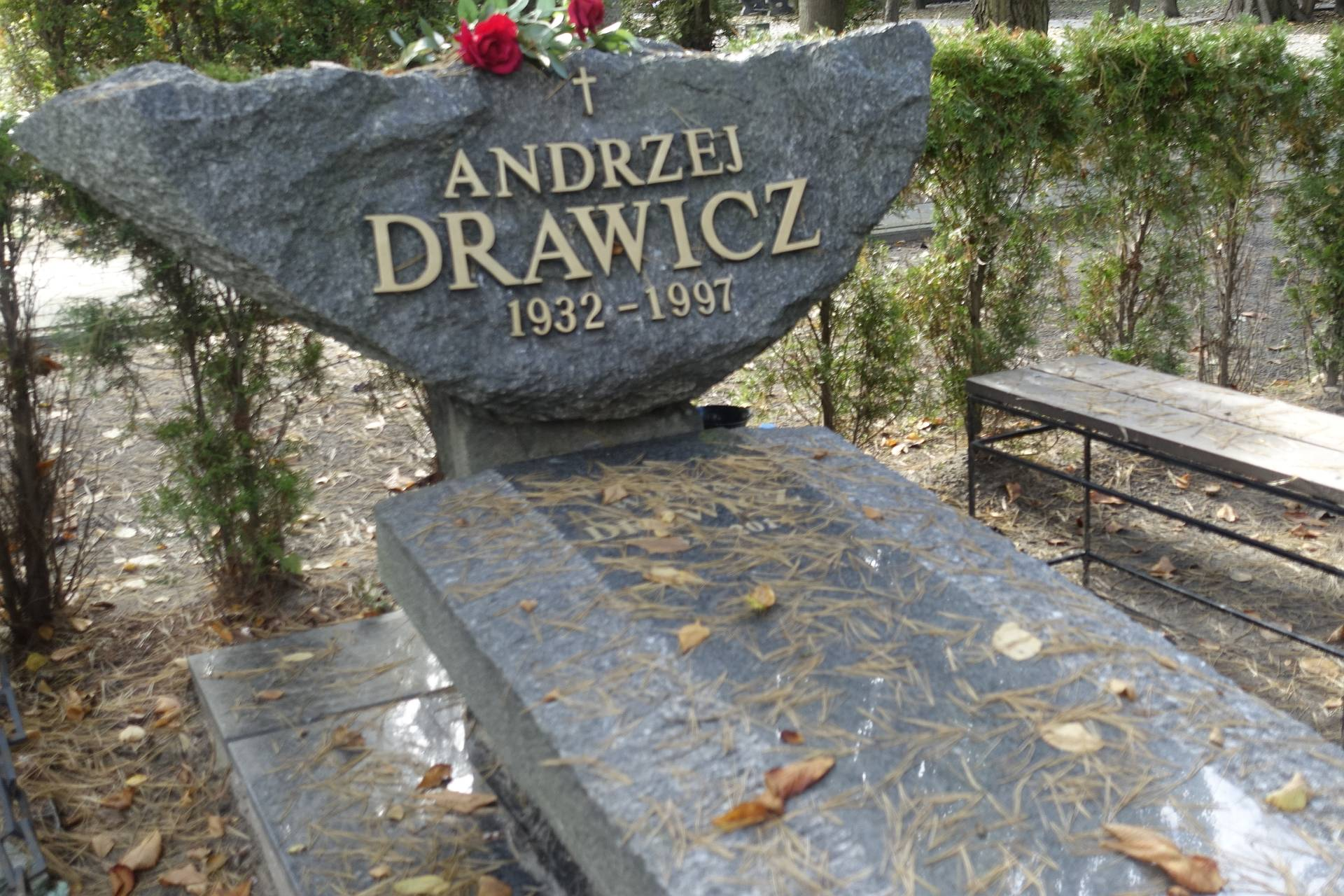
Grób Andrzeja Drawicza na cmentarzu Wojskowym na Powązkach

W latach 1977–1978 wykładał w Instytucie Slawistyki na Uniwersytecie w Kolonii. W latach 1981–1992 pracował w Instytucie Filologii Rosyjskiej Uniwersytetu Jagiellońskiego. Tu opowiadał studentom o ludziach i dziełach rosyjskiej literatury emigracyjnej, wykładał o Michale Bułhakowie, którego znał wówczas jak mało kto w Europie.
Jako działacz opozycji był w 1976 r. sygnatariuszem Listu 59 – protestu ludzi nauki i kultury przeciw projektowanym zmianom w Konstytucji PRL. Od 1977 r. był członkiem zespołu redakcyjnego podziemnego kwartalnika „Zapis”. W latach 1979–1981 był członkiem i wykładowcą niezależnego Towarzystwa Kursów Naukowych, a od 1980 członkiem jego rady programowej.
23 sierpnia 1980 roku dołączył do apelu 64 uczonych, pisarzy i publicystów do władz komunistycznych o podjęcie dialogu ze strajkującymi robotnikami. W grudniu 1981 r. został internowany. Po zwolnieniu dalej wykładał w Instytucie Filologii Rosyjskiej UJ, potem przebywał także na stypendiach na uniwersytetach zagranicznych, publikował w drugim obiegu m.in. w „Kulturze Niezależnej”, „Arce” i „Pulsie”. W latach 1989–1991 pełnił funkcję prezesa Komitetu ds. Radia i Telewizji, a następnie kierował Zakładem Literatur Wschodniosłowiańskich w Instytucie Slawistyki Polskiej Akademii Nauk. Był też profesorem Uniwersytetu Warszawskiego na Wydziale Polonistyki. W 1990 wydał ze swoim wstępem pierwsze w świecie krytyczne wydanie „Mistrza i Małgorzaty” w II serii BN (tłum. Witold Dąbrowski i Irena Lewandowska, opracowanie tekstu i przypisy Grzegorz Przebinda). W okresie 1993–1995 przetłumaczył na polski powieść Bułhakowa „Mistrz i Małgorzata” (opubl. w 1995). Od 1993 był redaktorem naczelnym dwujęzycznego (w języku polskim i rosyjskim) rocznika „Studia Litteraria Polono-Slavica” wydawanego przez Instytut Slawistyki PAN. 
Od 1969 do 1983 był członkiem Związku Literatów Polskich, w 1977 został członkiem Polskiego PEN Clubu. W latach 1979–1981 był członkiem niezależnego Towarzystwa Kursów Naukowych. W 1980 został członkiem Niezależnego Samorządnego Związku Zawodowego „Solidarność”. W 1989 został członkiem Stowarzyszenia Pisarzy Polskich. Po wprowadzeniu stanu wojennego od grudnia 1981 do października 1982 był internowany.
W 1963 ożenił się z Wierą z domu Gdalewicz (1933–2014), rusycystką.
Zmarł nagle 15 maja 1997 w Warszawie, spoczął na cmentarzu Wojskowym na Powązkach (kwatera A 3 Tuje-3-4). 

## Twórczość
W książkach o literaturze rosyjskiej XX wieku: Zaproszenie do podróży (1977), Spór o Rosję (1981), Jeszcze Rosja nie zginęła (1988), Mistrz i Diabeł (1987) – popularyzował w Polsce twórczość pisarzy, którą uważał za wartościową artystycznie i poznawczo. Przy wszelkich ograniczeniach, jak kompromisy i przemilczenia, jakimi zostało okupione jej istnienie w oficjalnym obiegu wydawniczym w ZSRR, próbował przemycać cenzurowanych autorów do polskiej świadomości literackiej. Formułując wyważone sądy, biorąc pod uwagę skomplikowaną sytuację pisarzy rosyjskich w kraju i na emigracji, próbował być mediatorem między inteligencją polską a rosyjską (Pocałunek na mrozie).
Walczył ze stereotypami narosłymi wokół obrazu Rosjan i Rosji w Polsce, przekazując Polakom wiedzę o kulturze rosyjskiej i życiu codziennym w sowieckiej Rosji. Autorzy, których dzieła przetłumaczył, to przede wszystkim Bułat Okudżawa, Andriej Płatonow, Wasil Bykau, Wsiewołod Meyerhold, Wieniedikt Jerofiejew, Gieorgij Władimow; przełożył też wspomnienia Nadieżdy Mandelsztam, żony Osipa. Był redaktorem pracy zbiorowej Historia literatury rosyjskiej XX wieku, a także edytorem prozy Michaiła Bułhakowa oraz opowiadań i opowieści Michaiła Zoszczenki.
Swoje wspomnienia opublikował w książce Wczasy pod lufą (1997).
Za szkice o literaturze rosyjskiej otrzymał nagrody Dziennikarzy Niezależnych oraz Stowarzyszenia Dziennikarzy RP.

## Cenzura komunistyczna
Nazwisko Andrzeja Drawicza znalazło się na specjalnej liście, na której umieszczono autorów pod szczególnym nadzorem peerelowskiej cenzury. Tomasz Strzyżewski w swojej książce o cenzurze w PRL publikuje poufną instrukcję cenzorską z 21 lutego 1976 roku Głównego Urzędu Kontroli Prasy, Publikacji i Widowisk, na której umieszczono jego nazwisko oraz następujące wytyczne: „Wszystkie własne publikacje autorów z poniższej listy zgłaszane przez prasę i wydawnictwa książkowe oraz wszystkie przypadki wymieniania ich nazwisk należy sygnalizować kierownictwu Urzędu, w porozumieniu z którym może jedynie nastąpić zwolnienie tych materiałów. Zapis nie dotyczy radia i TV, których kierownictwo we własnym zakresie zapewnia przestrzeganie tych zasad. Treść niniejszego zapisu przeznaczona jest wyłącznie do wiadomości cenzorów”.

## Ordery i odznaczenia
- Krzyż Komandorski z Gwiazdą Orderu Odrodzenia Polski (pośmiertnie, 1997)[10]
- Złota Odznaka Honorowa Towarzystwa Przyjaźni Polsko-Radzieckiej (1967)[3]

## Nagrody
- Nagroda Dziennikarzy Niezależnych im. Stanisława Konarskiego przyznana za najlepszą książkę 1987 przez zdelegalizowane Stowarzyszenie Dziennikarzy Polskich (1988)[3]
- Nagroda Alana Ayckbourna i Michaela Frayna za szkice o literaturze rosyjskiej (1988)[3]
- Nagroda literacka ZAiKS-u dla tłumaczy (1991)[11]
- Nagroda im. Bolesława Prusa (1995)
- Nagroda im. św. Brata Alberta (1995)[3]

## Upamiętnienie
W 2000 ustanowiono Nagrodę im. Andrzeja Drawicza za propagowanie wiedzy o Polsce.